# Coupe d'Europe de rugby à XV 1999-2000
Navigation
H-Cup 1998-1999 H-Cup 2000-2001
La Coupe d'Europe de rugby 1999-2000, la cinquième, réunit des équipes irlandaises, italiennes, écossaises, anglaises, galloises et françaises. Les formations s'affrontent dans une première phase de poules, puis par élimination directe.
Vingt-quatre équipes sont réparties en six poules. Chaque équipe rencontre deux fois ses adversaires de poule en une série de six matchs aller-retour. En poules, deux points sont accordés pour une victoire, un pour un nul et rien pour une défaite. Les premières de chaque poule sont qualifiées pour les quarts de finale, ainsi que les deux meilleures deuxièmes. En cas d'égalité, les équipes sont départagées à la différence de points.
Cette édition présente pour la première fois un dernier carré équilibré avec quatre nations différentes représentées : la France avec le Stade toulousain, l'Angleterre avec les Northampton Saints, l'Irlande avec le Munster et le pays de Galles avec le Llanelli RFC. La finale a lieu le 27 mai 2000 au stade de  Twickenham à Londres et voit la victoire de Northampton face à la province irlandaise du Munster après un match rugueux et très serré. C'est la première finale de Coupe d'Europe sans équipe française.

## Première phase

### Notations
Les abréviations signifient :
| - Pts : points de classement - J : matchs joués - V : nombre de victoires - N : nombre de matchs nuls - D : nombre de défaites | - EM : nombre d'essais marqués - EE : nombre d'essais encaissés - PM : nombre de points marqués - PE : nombre de points encaissés - Δ : différence de points |

### Poule 1
| Équipe              | Pays       |
| ------------------- | ---------- |
| Leicester Tigers    | Angleterre |
| Stade français CASG | France     |
| Leinster            | Irlande    |
| Glasgow Caledonians | Écosse     |

| Équipe              | Pts | J | V | N | D | EM | EE | PM  | PE  | Δ   |
| ------------------- | --- | - | - | - | - | -- | -- | --- | --- | --- |
| Stade français CASG | 8   | 6 | 4 | 0 | 2 | 22 | 9  | 192 | 109 | +83 |
| Leinster            | 8   | 6 | 4 | 0 | 2 | 12 | 17 | 150 | 138 | +12 |
| Leicester Tigers    | 4   | 6 | 2 | 0 | 4 | 14 | 23 | 130 | 179 | -49 |
| Glasgow Caledonians | 4   | 6 | 2 | 0 | 4 | 12 | 11 | 127 | 173 | -46 |

| Date        | Lieu                    | Équipe              | Score | Adversaire          |
| ----------- | ----------------------- | ------------------- | ----- | ------------------- |
| 19 novembre | Donnybrook, Dublin      | Leinster            | 27-20 | Leicester Tigers    |
| 21 novembre | Jean-Bouin, Paris       | Stade français CASG | 37-18 | Glasgow Caledonians |
| 26 novembre | McDiarmid Park, Perth   | Glasgow Caledonians | 29-17 | Leinster            |
| 27 novembre | Welford Road, Leicester | Leicester Tigers    | 30-25 | Stade français CASG |
| 12 décembre | Jean-Bouin, Paris       | Stade français CASG | 39-6  | Leinster            |
| 12 décembre | McDiarmid Park, Perth   | Glasgow Caledonians | 30-17 | Leicester Tigers    |
| 17 novembre | Donnybrook, Dublin      | Leinster            | 24-23 | Stade français CASG |
| 18 novembre | Welford Road, Leicester | Leicester Tigers    | 34-21 | Glasgow Caledonians |
| 7 janvier   | Donnybrook, Dublin      | Leinster            | 44-17 | Glasgow Caledonians |
| 8 janvier   | Jean-Bouin, Paris       | Stade français CASG | 38-16 | Leicester Tigers    |
| 14 janvier  | Hughenden, Glasgow      | Glasgow Caledonians | 15-30 | Stade français CASG |
| 15 janvier  | Welford Road, Leicester | Leicester Tigers    | 10-32 | Leinster            |

### Poule 2
| Équipe           | Pays           |
| ---------------- | -------------- |
| Bath Rugby       | Angleterre     |
| Stade toulousain | France         |
| Swansea RFC      | Pays de Galles |
| Petrarca Padoue  | Italie         |

| Équipe           | Pts | J | V | N | D | EM | EE | PM  | PE  | Δ    |
| ---------------- | --- | - | - | - | - | -- | -- | --- | --- | ---- |
| Stade toulousain | 10  | 6 | 5 | 0 | 1 | 24 | 5  | 200 | 73  | +137 |
| Bath Rugby       | 8   | 6 | 4 | 0 | 2 | 15 | 8  | 170 | 80  | +90  |
| Swansea RFC      | 6   | 6 | 3 | 0 | 3 | 14 | 13 | 126 | 137 | -11  |
| Petrarca Padoue  | 0   | 6 | 0 | 0 | 6 | 11 | 38 | 76  | 282 | -206 |

| Date        | Lieu                      | Équipe           | Score | Adversaire       |
| ----------- | ------------------------- | ---------------- | ----- | ---------------- |
| 20 novembre | St Helens, Swansea        | Swansea RFC      | 66-19 | Petrarca Padoue  |
| 20 novembre | Recreation Ground, Bath   | Bath Rugby       | 25-32 | Stade toulousain |
| 27 novembre | Stadio Plebiscito, Padoue | Petrarca Padoue  | 15-56 | Bath Rugby       |
| 27 novembre | Ernest-Wallon, Toulouse   | Stade toulousain | 46-3  | Swansea RFC      |
| 10 décembre | St Helens, Swansea        | Swansea RFC      | 10-9  | Bath Rugby       |
| 11 décembre | Stadio Plebiscito, Padoue | Petrarca Padoue  | 17-39 | Stade toulousain |
| 18 décembre | Ernest-Wallon, Toulouse   | Stade toulousain | 51-0  | Petrarca Padoue  |
| 7 janvier   | St Helens, Swansea        | Swansea RFC      | 9-18  | Stade toulousain |
| 8 janvier   | Recreation Ground, Bath   | Bath Rugby       | 41-0  | Petrarca Padoue  |
| 11 janvier  | Recreation Ground, Bath   | Bath Rugby       | 20-9  | Swansea RFC      |
| 15 janvier  | Stadio Plebiscito, Padoue | Petrarca Padoue  | 25-29 | Swansea RFC      |
| 15 janvier  | Ernest-Wallon, Toulouse   | Stade toulousain | 14-19 | Bath Rugby       |

### Poule 3
| Équipe              | Pays           |
| ------------------- | -------------- |
| London Wasps        | Angleterre     |
| CS Bourgoin-Jallieu | France         |
| Llanelli RFC        | Pays de Galles |
| Ulster              | Irlande        |

| Équipe              | Pts | J | V | N | D | EM | EE | PM  | PE  | Δ    |
| ------------------- | --- | - | - | - | - | -- | -- | --- | --- | ---- |
| Llanelli RFC        | 10  | 6 | 5 | 0 | 1 | 17 | 8  | 152 | 86  | +66  |
| London Wasps        | 10  | 6 | 5 | 0 | 1 | 16 | 9  | 163 | 99  | +64  |
| CS Bourgoin-Jallieu | 4   | 6 | 2 | 0 | 4 | 14 | 14 | 140 | 162 | -22  |
| Ulster              | 0   | 6 | 0 | 0 | 6 | 4  | 20 | 71  | 179 | -108 |

| Date        | Lieu                           | Équipe              | Score | Adversaire          |
| ----------- | ------------------------------ | ------------------- | ----- | ------------------- |
| 20 novembre | Pierre-Rajon, Bourgoin-Jallieu | CS Bourgoin-Jallieu | 26-12 | Ulster              |
| 21 novembre | Loftus Road, Londres           | London Wasps        | 22-13 | Llanelli RFC        |
| 26 novembre | Ravenhill, Belfast             | Ulster              | 6-19  | London Wasps        |
| 27 novembre | Stradey Park, Llanelli         | Llanelli RFC        | 29-10 | CS Bourgoin-Jallieu |
| 10 décembre | Ravenhill, Belfast             | Ulster              | 6-29  | Llanelli RFC        |
| 11 décembre | Pierre-Rajon, Bourgoin-Jallieu | CS Bourgoin-Jallieu | 15-21 | London Wasps        |
| 18 décembre | Stradey Park, Llanelli         | Llanelli RFC        | 20-3  | Ulster              |
| 19 décembre | Loftus Road, Londres           | London Wasps        | 37-23 | CS Bourgoin-Jallieu |
| 8 janvier   | Pierre-Rajon, Bourgoin-Jallieu | CS Bourgoin-Jallieu | 30-36 | Llanelli RFC        |
| 9 janvier   | Loftus Road, Londres           | London Wasps        | 49-17 | Ulster              |
| 14 janvier  | Ravenhill, Belfast             | Ulster              | 27-36 | CS Bourgoin-Jallieu |
| 15 janvier  | Stradey Park, Llanelli         | Llanelli RFC        | 25-15 | London Wasps        |

L'Ulster, champion d'Europe en titre perd ses 6 matchs de poules.

### Poule 4
| Équipe         | Pays           |
| -------------- | -------------- |
| Saracens       | Angleterre     |
| US Colomiers   | France         |
| Pontypridd RFC | Pays de Galles |
| Munster        | Irlande        |

| Équipe         | Pts | J | V | N | D | EM | EE | PM  | PE  | Δ   |
| -------------- | --- | - | - | - | - | -- | -- | --- | --- | --- |
| Munster        | 10  | 6 | 5 | 0 | 1 | 19 | 14 | 188 | 132 | +56 |
| Saracens       | 6   | 6 | 3 | 0 | 3 | 24 | 15 | 206 | 153 | +53 |
| Pontypridd RFC | 4   | 6 | 2 | 0 | 4 | 13 | 20 | 144 | 194 | -50 |
| US Colomiers   | 4   | 6 | 2 | 0 | 4 | 13 | 20 | 106 | 165 | -59 |

| Date        | Lieu                     | Équipe         | Score | Adversaire     |
| ----------- | ------------------------ | -------------- | ----- | -------------- |
| 20 novembre | Thomond Park, Limerick   | Munster        | 32-10 | Pontypridd RFC |
| 21 novembre | Stade Selery, Colomiers  | US Colomiers   | 39-18 | Saracens       |
| 26 novembre | Stardis Road, Pontypridd | Pontypridd RFC | 22-14 | US Colomiers   |
| 28 novembre | Vicarage Road, Watford   | Saracens       | 34-35 | Munster        |
| 11 décembre | Stade Selery, Colomiers  | US Colomiers   | 15-31 | Munster        |
| 12 décembre | Vicarage Road, Watford   | Saracens       | 52-35 | Pontypridd RFC |
| 17 décembre | Stardis Road, Pontypridd | Pontypridd RFC | 18-22 | Saracens       |
| 18 décembre | Musgrave Park, Cork      | Munster        | 23-5  | US Colomiers   |
| 8 janvier   | Thomond Park, Limerick   | Munster        | 31-30 | Saracens       |
| 9 janvier   | Stade Selery, Colomiers  | US Colomiers   | 38-21 | Pontypridd RFC |
| 15 janvier  | Stardis Road, Pontypridd | Pontypridd RFC | 38-36 | Munster        |
| 16 janvier  | Vicarage Road, Watford   | Saracens       | 52-15 | US Colomiers   |

### Poule 5
| Équipe           | Pays           |
| ---------------- | -------------- |
| Harlequins       | Angleterre     |
| AS Montferrand   | France         |
| Cardiff RFC      | Pays de Galles |
| Benetton Trévise | Italie         |

| Équipe           | Pts | J | V | N | D | EM | EE | PM  | PE  | Δ   |
| ---------------- | --- | - | - | - | - | -- | -- | --- | --- | --- |
| Cardiff RFC      | 9   | 6 | 4 | 1 | 1 | 14 | 13 | 168 | 141 | +27 |
| AS Montferrand   | 8   | 6 | 4 | 0 | 2 | 19 | 6  | 154 | 85  | +69 |
| Benetton Trévise | 4   | 6 | 2 | 0 | 4 | 6  | 16 | 100 | 167 | -67 |
| Harlequins       | 3   | 6 | 1 | 1 | 4 | 8  | 12 | 120 | 149 | -29 |

| Date        | Lieu                              | Équipe           | Score | Adversaire       |
| ----------- | --------------------------------- | ---------------- | ----- | ---------------- |
| 19 novembre | Arms Park, Cardiff                | Cardiff RFC      | 32-32 | Harlequins       |
| 20 novembre | Di Monigo, Trévise                | Benetton Trévise | 15-21 | AS Montferrand   |
| 27 novembre | Twickenham Stoop, Londres         | Harlequins       | 19-22 | Benetton Trévise |
| 27 novembre | Marcel-Michelin, Clermont-Ferrand | AS Montferrand   | 46-13 | Cardiff RFC      |
| 11 décembre | Arms Park, Cardiff                | Cardiff RFC      | 23-16 | Benetton Trévise |
| 11 décembre | Twickenham Stoop, Londres         | Harlequins       | 11-9  | AS Montferrand   |
| 18 décembre | Di Monigo, Trévise                | Benetton Trévise | 16-40 | Cardiff RFC      |
| 18 décembre | Marcel-Michelin, Clermont-Ferrand | AS Montferrand   | 32-9  | Harlequins       |
| 8 janvier   | Di Monigo, Trévise                | Benetton Trévise | 24-23 | Harlequins       |
| 8 janvier   | Arms Park, Cardiff                | Cardiff RFC      | 30-5  | AS Montferrand   |
| 16 janvier  | Twickenham Stoop, Londres         | Harlequins       | 26-30 | Cardiff RFC      |
| 16 janvier  | Marcel-Michelin, Clermont-Ferrand | AS Montferrand   | 41-7  | Benetton Trévise |

### Poule 6
| Équipe             | Pays           |
| ------------------ | -------------- |
| Northampton Saints | Angleterre     |
| FC Grenoble        | France         |
| Neath RFC          | Pays de Galles |
| Edinburgh Reivers  | Écosse         |

| Équipe             | Pts | J | V | N | D | EM | EE | PM  | PE  | Δ   |
| ------------------ | --- | - | - | - | - | -- | -- | --- | --- | --- |
| Northampton Saints | 10  | 6 | 5 | 0 | 1 | 19 | 7  | 184 | 87  | +97 |
| FC Grenoble        | 6   | 6 | 3 | 0 | 3 | 13 | 15 | 110 | 140 | -30 |
| Edinburgh Reivers  | 6   | 6 | 3 | 0 | 3 | 13 | 19 | 112 | 158 | -46 |
| Neath RFC          | 2   | 6 | 1 | 0 | 5 | 13 | 17 | 128 | 149 | -21 |

| Date        | Lieu                           | Équipe             | Score | Adversaire         |
| ----------- | ------------------------------ | ------------------ | ----- | ------------------ |
| 19 novembre | Franklins Gardens, Northampton | Northampton Saints | 21-12 | Neath RFC          |
| 19 novembre | Netherdale, Galashiels         | Edinburgh Reivers  | 23-18 | FC Grenoble        |
| 27 novembre | The Gnoll, Neath               | Neath RFC          | 20-31 | Edinburgh Reivers  |
| 27 novembre | Lesdiguières, Grenoble         | FC Grenoble        | 20-18 | Northampton Saints |
| 11 décembre | The Gnoll, Neath               | Neath RFC          | 43-14 | FC Grenoble        |
| 11 décembre | Franklins Gardens, Northampton | Northampton Saints | 32-8  | Edinburgh Reivers  |
| 17 décembre | Myreside, Édimbourg            | Edinburgh Reivers  | 8-47  | Northampton Saints |
| 18 décembre | Lesdiguières, Grenoble         | FC Grenoble        | 21-10 | Neath RFC          |
| 7 janvier   | Myreside, Édimbourg            | Edinburgh Reivers  | 23-20 | Neath RFC          |
| 9 janvier   | Franklins Gardens, Northampton | Northampton Saints | 27-16 | FC Grenoble        |
| 15 janvier  | Lesdiguières, Grenoble         | FC Grenoble        | 21-19 | Edinburgh Reivers  |
| 15 janvier  | The Gnoll, Neath               | Neath RFC          | 23-39 | Northampton Saints |

## Phases finales

### Tableau
|  | Quarts de finale                              | Quarts de finale                      |                    |    | Demi-finales                        | Demi-finales                        |  |  | Finale                           | Finale                           |
|  | Quarts de finale                              | Quarts de finale                      |                    |    | Demi-finales                        | Demi-finales                        |  |  | Finale                           | Finale                           |
|  |                                               |                                       |                    |    |                                     |                                     |  |  |                                  |                                  |
|  | 15 avril 2000, Stadium, Toulouse              | 15 avril 2000, Stadium, Toulouse      |                    |    | 6 mai 2000, Stade Lescure, Bordeaux | 6 mai 2000, Stade Lescure, Bordeaux |  |  | 27 mai 2000, Twickenham, Londres | 27 mai 2000, Twickenham, Londres |
|  | 15 avril 2000, Stadium, Toulouse              | 15 avril 2000, Stadium, Toulouse      |                    |    | 6 mai 2000, Stade Lescure, Bordeaux | 6 mai 2000, Stade Lescure, Bordeaux |  |  | 27 mai 2000, Twickenham, Londres | 27 mai 2000, Twickenham, Londres |
|  | Stade toulousain                              | 31                                    |                    |    | 6 mai 2000, Stade Lescure, Bordeaux | 6 mai 2000, Stade Lescure, Bordeaux |  |  | 27 mai 2000, Twickenham, Londres | 27 mai 2000, Twickenham, Londres |
|  | Stade toulousain                              | 31                                    |                    |    | 6 mai 2000, Stade Lescure, Bordeaux | 6 mai 2000, Stade Lescure, Bordeaux |  |  | 27 mai 2000, Twickenham, Londres | 27 mai 2000, Twickenham, Londres |
|  | AS Montferrand                                | 18                                    |                    |    | 6 mai 2000, Stade Lescure, Bordeaux | 6 mai 2000, Stade Lescure, Bordeaux |  |  | 27 mai 2000, Twickenham, Londres | 27 mai 2000, Twickenham, Londres |
|  | AS Montferrand                                | 18                                    | Stade toulousain   | 25 |                                     |                                     |  |  | 27 mai 2000, Twickenham, Londres | 27 mai 2000, Twickenham, Londres |
|  | 15 avril 2000, Thomond Park, Limerick         |                                       | Stade toulousain   | 25 |                                     |                                     |  |  | 27 mai 2000, Twickenham, Londres | 27 mai 2000, Twickenham, Londres |
|  |                                               | Munster                               | 31                 |    |                                     |                                     |  |  | 27 mai 2000, Twickenham, Londres | 27 mai 2000, Twickenham, Londres |
|  | Munster                                       | Munster                               | 31                 | 27 |                                     |                                     |  |  | 27 mai 2000, Twickenham, Londres | 27 mai 2000, Twickenham, Londres |
|  | Munster                                       |                                       |                    | 27 |                                     |                                     |  |  | 27 mai 2000, Twickenham, Londres | 27 mai 2000, Twickenham, Londres |
|  | Stade français CASG                           | 10                                    |                    |    |                                     |                                     |  |  | 27 mai 2000, Twickenham, Londres | 27 mai 2000, Twickenham, Londres |
|  | Stade français CASG                           | 10                                    | Munster            | 8  |                                     |                                     |  |  |                                  |                                  |
|  | 15 avril 2000, Stradey Park, Llanelli         |                                       | Munster            | 8  |                                     |                                     |  |  |                                  |                                  |
|  |                                               | Northampton Saints                    | 9                  |    |                                     |                                     |  |  |                                  |                                  |
|  | Llanelli RFC                                  | Northampton Saints                    | 9                  | 22 |                                     |                                     |  |  |                                  |                                  |
|  | Llanelli RFC                                  | 7 mai 2000, Madejski Stadium, Reading |                    | 22 |                                     |                                     |  |  |                                  |                                  |
|  | Cardiff RFC                                   | 3                                     |                    |    |                                     |                                     |  |  |                                  |                                  |
|  | Cardiff RFC                                   | 3                                     | Northampton Saints | 31 |                                     |                                     |  |  |                                  |                                  |
|  | 16 avril 2000, Franklins Gardens, Northampton |                                       | Northampton Saints | 31 |                                     |                                     |  |  |                                  |                                  |
|  |                                               | Llanelli RFC                          | 28                 |    |                                     |                                     |  |  |                                  |                                  |
|  | Northampton Saints                            | Llanelli RFC                          | 28                 | 25 |                                     |                                     |  |  |                                  |                                  |
|  | Northampton Saints                            |                                       |                    | 25 |                                     |                                     |  |  |                                  |                                  |
|  | London Wasps                                  | 22                                    |                    |    |                                     |                                     |  |  |                                  |                                  |
|  | London Wasps                                  | 22                                    |                    |    |                                     |                                     |  |  |                                  |                                  |

### Quarts de finale
| Date     | Lieu                           | Équipe             | Score   | Adversaire          |
| -------- | ------------------------------ | ------------------ | ------- | ------------------- |
| 15 avril | Stadium Toulouse               | Stade toulousain   | 31 - 18 | ASM Clermont        |
| 15 avril | Thomond Park, Limerick         | Munster            | 27 - 10 | Stade français CASG |
| 15 avril | Stradey Park, Llanelli         | Llanelli RFC       | 22 - 3  | Cardiff RFC         |
| 16 avril | Franklins Gardens, Northampton | Northampton Saints | 25 - 22 | London Wasps        |

### Demi-finales
| Date  | Lieu                     | Équipe             | Score   | Adversaire   |
| ----- | ------------------------ | ------------------ | ------- | ------------ |
| 6 mai | Stade Lescure Bordeaux   | Stade toulousain   | 25 - 31 | Munster      |
| 7 mai | Madejski Stadium Reading | Northampton Saints | 31 - 28 | Llanelli RFC |

### Finale
| Équipes            | Northampton Saints - Munster |
| Score              | 9 - 8 (mt 6 - 8) |
| Date               | 27 mai 2000, 15 heures UTC+1 |
| Stade              | Twickenham à Londres (68 441 spectateurs) |
| Arbitre            | Joël Dumé France |
| Les équipes        | |
| Northampton Saints | Titulaires : Garry Pagel, Federico Mendez, Matthew Stewart (Martín Scelzo 68e) ; Andy Newman (J.Fillis 71e), Tim Rodber ; Don Mackinnon, Budge Pountney, Pat Lam ; Dominic Malone (James Bramhall 74e), Alistair Hepher ; Ben Cohen, Matt Allen, Allan Bateman, Craig Moir ; Paul Grayson Remplaçants : James Bramhall, Martín Scelzo, Jon Phillips, Andrew Northey, Steve Thompson, Richard Metcalfe, Simon Holmes (en) |
| Munster            | Titulaires : Peter Clohessy, Keith Wood, John Hayes ; Mick Galwey , John Langford ; Eddie Halvey, David Wallace, Anthony Foley ; Peter Stringer, Ronan O'Gara ; Anthony Horgan, Jason Holland, Mike Mullins, John Kelly ; Dominic Crotty (Killian Keane 80e+3) Remplaçants : Killian Keane, John O'Neill, Tom Tierney, Alan Quinlan, Donncha O'Callaghan, Frankie Sheahan, Marcus Horan                                  |
| Points marqués     | |
| Northampton Saints | 3 pénalités : Paul Grayson 2e, 38e, 48e |
| Munster            | 1 essai : David Wallace 32e 1 drop : Jason Holland 15e |
| Évolution du score | 3-0, 3-3, 3-8, 6-8, mt ; 9-8 |